# هومر طومسون
هومر طومسون (بالإنجليزية: Homer Thompson)‏ هو عالم إنسان وأستاذ جامعي كندي وأمريكي، ولد في 7 سبتمبر 1906 في Devlin ‏ في كندا، وتوفي في 7 مايو 2000 في هايتستاون في الولايات المتحدة.